# Stage Diving Club
S.D.C. lub Stage Diving Club – agencja artystyczno-fonograficzna stworzona na początku 1995 roku w Poznaniu przez Roberta Friedricha.
Agencja artystyczno-fonograficzna Stage Diving Club rozpoczęła działalność w styczniu 1995 i miała za zadanie działania autoreklamujące grupę Acid Drinkers (np. poprzez produkcję koncertów na potrzeby telewizji). Na początku działalności zajmowała się produkcją gadżetów związanych z Acid Drinkers i Flapjack. Fonograficzny debiut to wydanie singla-kasety "3 Version 4 Yonash / Acid on the Dance Floor" Acid Drinkers. Największym sukcesem firmy było wydanie pierwszej płyty Arki Noego A gu gu. Następnie firma wydawała płyty Arki Noego i 2Tm2,3 (Propaganda Dei, 888, dementi, Koncert w teatrze). Obecnie organizuje trasy Arki Noego i 2Tm2,3 oraz nagłaśnia różne koncerty (m.in. Arki Noego), festiwale. Najnowszą produkcją S.D.C. jest album A morał tej historii mógłby być taki, trzecia płyta zespołu Luxtorpeda (projektu Roberta Friedricha) wydana 1 kwietnia 2014 roku.